# عبد السلام العراقي
عبد السلام العراقي، مصمم ورجل أعمال مغربي مشهور، بدأ مسيرته بإنشاء يخوت فاخرة (كان ملك البحرين من الزبناء الرئيسيين). قام بإنشاء شركة لاراكي لصناعة السيارات بالدار البيضاء، أول شركة لصناعة السيارات في المغرب والمنطقة.